# Liste der Bodendenkmäler in Jesenwang
Auf dieser Seite sind die Bodendenkmäler in der oberbayerischen Gemeinde Jesenwang zusammengestellt. Diese Tabelle ist eine Teilliste der Liste der Bodendenkmäler in Bayern. Grundlage ist die Bayerische Denkmalliste, die auf Basis des Bayerischen Denkmalschutzgesetzes vom 1. Oktober 1973 erstmals erstellt wurde und seither durch das Bayerische Landesamt für Denkmalpflege geführt wird. Die folgenden Angaben ersetzen nicht die rechtsverbindliche Auskunft der Denkmalschutzbehörde.

## Bodendenkmäler in Jesenwang
| Lage                         | Objekt | Akten-Nr.     | Bild           |
| ---------------------------- | --- | ------------- | -------------- |
| (Standort)                   | Grabhügel vorgeschichtlicher Zeitstellung. | D-1-7832-0007 |                |
| (Standort)                   | Grabhügel vorgeschichtlicher Zeitstellung. | D-1-7832-0008 |                |
| (Standort)                   | Straße der römischen Kaiserzeit, Teilstück der Trasse Augsburg–Salzburg. | D-1-7832-0009 |                |
| (Standort)                   | Körpergräber des frühen Mittelalters. | D-1-7832-0010 |                |
| (Standort)                   | Körpergräber des frühen Mittelalters. | D-1-7832-0011 |                |
| (Standort)                   | Untertägige mittelalterliche und frühneuzeitliche Befunde im Bereich der katholischen Filialkirche St. Maria in Bergkirchen und ihres Vorgängerbaus mit zugehörigem Friedhof.                                                    | D-1-7832-0014 | weitere Bilder |
| (Standort)                   | Siedlung vorgeschichtlicher Zeitstellung sowie Körpergräber des Endneolithikums (Glockenbecherkultur), der frühen Bronzezeit, der mittleren Latènezeit und Brand- und Körpergräber der mittleren und späten römischen Kaiserzeit | D-1-7832-0018 |                |
| (Standort)                   | Siedlung vorgeschichtlicher Zeitstellung und der römischen Kaiserzeit. | D-1-7832-0064 |                |
| (Standort)                   | Siedlung und Brandgräber der römischen Kaiserzeit | D-1-7832-0106 |                |
| (Standort)                   | Siedlung und Ziegelei der römischen Kaiserzeit. | D-1-7832-0109 |                |
| (Standort)                   | Siedlung mit Kalkbrennerei der römischen Kaiserzeit. | D-1-7832-0111 |                |
| (Standort)                   | Verebnete Viereckschanze der späten Latènezeit. | D-1-7832-0137 |                |
| (Standort)                   | Verebnete Viereckschanze der späten Latènezeit. | D-1-7832-0138 |                |
| (Standort)                   | Körpergräber des frühen Mittelalters. | D-1-7832-0143 |                |
| (Standort)                   | Siedlung der römischen Kaiserzeit. | D-1-7832-0146 |                |
| (Standort)                   | Siedlung des frühen Mittelalters. | D-1-7832-0151 |                |
| (Standort)                   | Siedlung vor- und frühgeschichtlicher Zeitstellung. | D-1-7832-0155 |                |
| (Standort)                   | Siedlung und Grabenwerk des Spätneolithikums (Chamer Kultur), Siedlung der Hallstattzeit, der mittleren bis späten Latènezeit und der römischen Kaiserzeit.                                                                      | D-1-7832-0156 |                |
| (Standort)                   | Schlagplatz und Freilandstation des Mesolithikums sowie Siedlung des Neolithikums und der römischen Kaiserzeit. | D-1-7832-0227 |                |
| (Standort)                   | Körpergräber des frühen Mittelalters. | D-1-7832-0234 |                |
| Dorfstraße 26 (Standort)     | Untertägige mittelalterliche und frühneuzeitliche Befunde im Bereich der katholischen Filialkirche St. Georg in Pfaffenhofen und ihres Vorgängerbaus.                                                                            | D-1-7832-0248 | weitere Bilder |
| (Standort)                   | Untertägige mittelalterliche und frühneuzeitliche Befunde im Bereich der katholischen Pfarrkirche St. Michael in Jesenwang und ihrer Vorgängerbauten.                                                                            | D-1-7832-0250 | weitere Bilder |
| Kapellenstraße 20 (Standort) | Untertägige frühneuzeitliche Befunde im Bereich der katholischen Pestkapelle Maria Trost bei Jesenwang. | D-1-7832-0252 | weitere Bilder |
| (Standort)                   | Untertägige spätmittelalterliche und frühneuzeitliche Befunde im Bereich der katholischen Wallfahrtskirche St. Willibald bei Jesenwang (Sankt Willibald) und ihrer Vorgängerbauten.                                              | D-1-7832-0253 | weitere Bilder |
| (Standort)                   | Siedlung des hohen und späten Mittelalters sowie der frühen Neuzeit. | D-1-7832-0307 |                |